# Wiegeschein
Ein Wiegeschein oder eine Wiegenote ist ein Dokument, das bei der Verwiegung von Fahrzeugen auf einer geeichten Waage ausgestellt wird. Wiegescheine werden im Güterverkehr eingesetzt, um beim Transport von Schüttgütern und Flüssigkeiten an der Annahmestelle das Gewicht der Lieferung festzustellen und dem Lieferanten den Empfang zu quittieren. Sie finden unter anderem in Tanklägern, Silos, Deponien und im Straßenbau Verwendung.
Das Gewicht des Materials oder der Ware wird in der Regel auf einer Brückenwaage ermittelt. Dazu muss das Transportfahrzeug zweimal, einmal vor und einmal nach der Entladung, gewogen werden. Der Wiegeschein weist anschließend das Bruttogewicht der Erstverwiegung und das Tara- oder Leergewicht des Fahrzeuges aus der Zweitverwiegung aus. Das Netto-Gewicht der Lieferung als Differenzwert wird entweder mit ausgedruckt oder kann aus diesen beiden Werten errechnet werden.
Das Dokument kann als Grundlage einer Abrechnung dienen, enthält aber nicht den Preis der Ware. Dieser wird in einem separaten Vertrag festgelegt. Die Standardangaben auf einem Wiegeschein sind außer dem Gewicht die Namen des Lieferanten und des Empfängers, die Bezeichnung des Wägegutes, das Kraftfahrzeugkennzeichen, Datum und Uhrzeit, eine fortlaufende Nummer und die Unterschrift des Wägers.